# Veronica undulata
Veronica undulata là một loài thực vật có hoa trong họ Mã đề. Loài này được Wall. miêu tả khoa học đầu tiên năm 1820.

## Hình ảnh

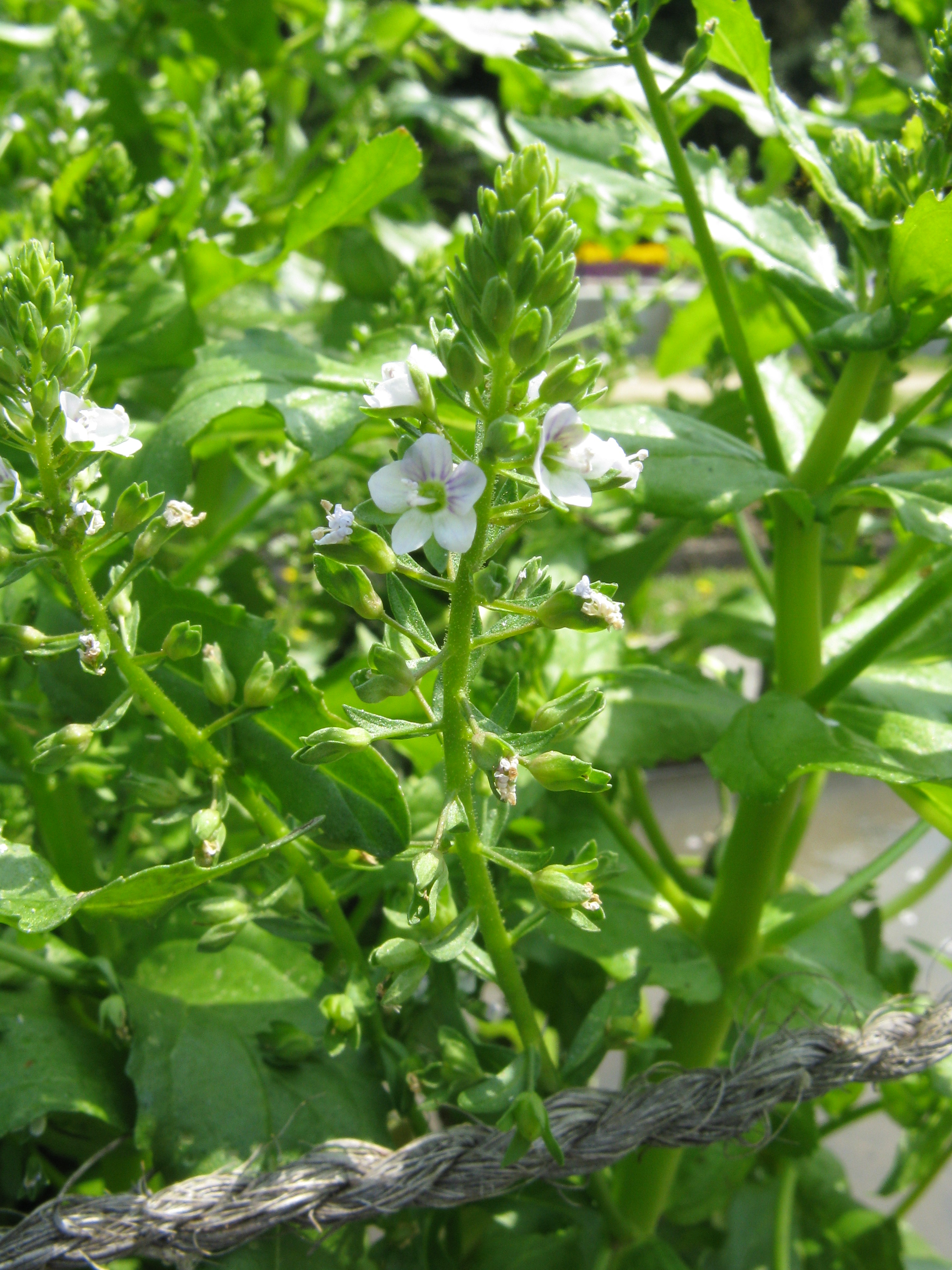
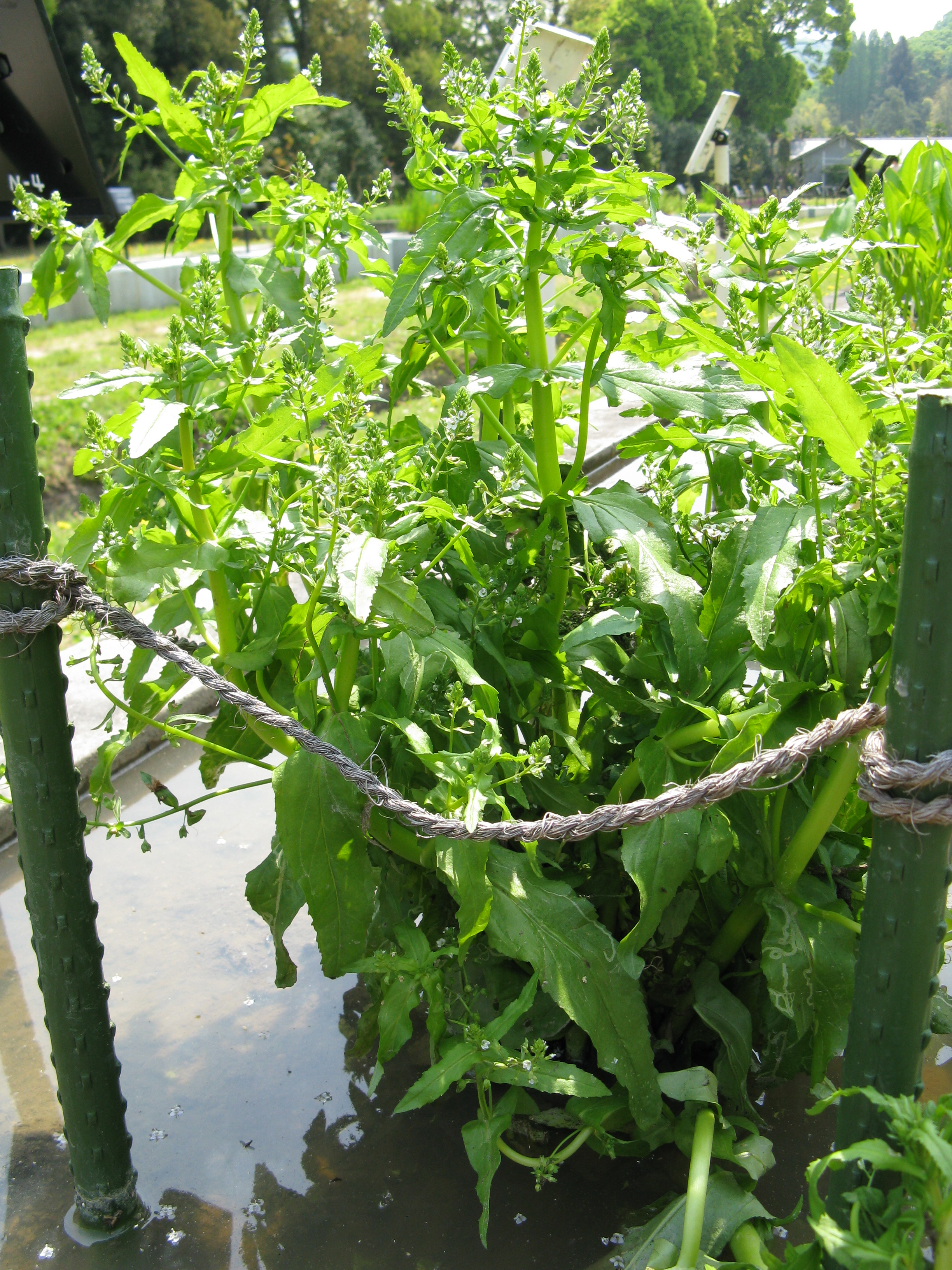